# 新田丸級貨客船
新田丸級貨客船（にったまるきゅうかきゃくせん）とは、かつて日本郵船が運航した貨客船のクラスの一つで、1938年（昭和13年）から1941年（昭和16年）にかけて三菱長崎造船所で3隻が建造されたが、有事の際には日本海軍によって空母になるようあらかじめ設計されており、3隻のうち1隻は進水後に空母に改装され、残る2隻も太平洋戦争開戦後に空母に改装されて大鷹型航空母艦となり、商船として運航された期間は、わずか1年程度だった。優秀船舶建造助成施設によって建造された貨客船としては最大規模を誇り、また太平洋戦争開戦前に竣工した貨客船に限定すれば、トン数の面では同じ日本郵船の「秩父丸（鎌倉丸）」（17,526トン）に次ぐ大きさであり、船体長と機関の馬力の面では太平洋戦争開戦前最大の貨客船であった。
本項では主に、建造の背景や特徴、個々の船について説明する。大鷹型航空母艦となってからの事項は当該項目を参照されたい。

## 建造までの背景
日本郵船の主力航路の一つである欧州航路は、1930年（昭和5年）に「照国丸」（11,931トン）と「靖国丸」（11,933トン）の2隻のディーゼル貨客船を投入して一定の改善を見たが、それでも1937年（昭和12年）の時点では「白山丸」（10,380トン）などの船齢が10年から20年経った貨客船も依然として配置されていた。また、欧州航路と同様に命令航路として指定されていた豪州航路および南米西岸航路に就航していた貨客船も速力が落ちて陳腐化が甚だしく、受命資格を失っていた船もあった。
おりしも、日本政府はこの昭和12年に優秀船舶建造助成施設を施行し、6,000トン以上、最高速力19ノットの高速貨客船12隻の建造を策した。日本郵船は逓信省から優秀船建造の意向を打診され、船舶改善のために優秀船舶建造助成施設によって7隻9万4500トンの新造優秀貨客船を建造することとなり、日本郵船が計画していた25隻25万トンにおよぶ大建造計画の一角をなした。その中で最大のものは欧州航路に投入される「16,500トン級、速力21ノット」の貨客船であり、同時期には、シアトル航路および豪州航路にも11,000トン級の新造船が2隻ずつ投入されることとなった。建造計画の名目の一つには、1940年（昭和15年）に開催予定だった東京オリンピック向けの旅客輸送というのもあった。欧州航路に投入される予定で建造されたのが新田丸級貨客船である。船名は神社を由来として「N.Y.K.」の頭文字を配したものであるが（それぞれ、Nitta-maru、Yawata-maru、Kasuga-maru、新田神社、八幡宮、春日大社）、「八幡丸」と「春日丸」は日本郵船所属船としては二代目にあたる。1隻あたりの建造コストは1200万円（「春日丸」は1148万円）であったが、そのうち助成金は4,100,250円であった。

## 一覧
| 船名   | 起工           | 進水           | 竣工                               | 出典        |
| ------ | -------------- | -------------- | ---------------------------------- | ----------- |
| 新田丸 | 1938年5月9日   | 1939年5月20日  | 1940年3月23日                      | [ 8 ] [ 9 ] |
| 八幡丸 | 1938年12月14日 | 1939年10月31日 | 1940年7月31日                      | [ 8 ]       |
| 春日丸 | 1940年1月6日   | 1940年9月19日  | 1941年9月5日（特設航空母艦として） | [ 8 ]       |

## 特徴

### 船内設備と装飾
建造に際し、日本郵船では競合する北ドイツ・ロイドの「シャルンホルスト」（18,300トン）などを徹底的に研究。大阪商船出身の海事史家である野間恒は、新田丸級貨客船は「「シャルンホルスト」に似通っている」と述べている。内装面では、やはり優秀船舶建造助成施設の適用により建造された大阪商船のあるぜんちな丸級貨客船と同様に「日本調のモダン・スタイル」の装飾を導入したが、これは日中戦争勃発後という時節柄も多少は影響していたものの、日本郵船の貨客船におけるこれまでの装飾傾向とは明らかに一線を画していた。日本郵船の貨客船、例えば「浅間丸」（16,947トン）や「氷川丸」（11,622トン）、「照国丸」といった貨客船での装飾は、一言でいえば「欧風」であった。三菱長崎造船所では、あるぜんちな丸級貨客船での経験をもとに、中村順平や村野藤吾などといった当代一の設計家に公室の設計を依頼した。しかし、設計と建造の段階で第二次世界大戦に突入した影響は大きく、真鍮やゴムの使用制限がかかったため真鍮の部分はベークライトやアルマイトで、ゴムの部分はリノリウムでそれぞれ代用された。
各甲板の構成は、大まかには以下のとおりであった。
- 最上甲板：遊泳プール、運動室、サンデッキ
- 短艇甲板：一等客室（22室）、カード・ルーム、カフェ（バー付設）、ダンシングルーム（バー付設）、ベランダ風プロムナード
- 遊歩甲板：一等公室（社交室、読書室、喫煙室、大食堂、特別食堂、子ども室）、オブサーベーション・デッキ
- 船橋甲板：舷門、エントランス・ホール、案内所、特別室、一等客室、理髪室、美容室、医務室、事務長室、司厨長室、二等旅客設備
- 上甲板：一等客室（22室）、三等客室、三等食堂

特に注目されるべきは一等と二等の公室および一等客室である。68室ある一等客室は5層にわたって配され、そのすべてが外側に位置していたため、一等船客は常に外気に触れ、風景を眺めることができた。また、航路の一部が熱帯地域に掛かるということで、8万トン級の「クイーン・メリー」 (RMS Queen Mary) や「ノルマンディー」 (SS Normandie) ですら装備していない設備をと、一等と二等の公室および一等客室への冷暖房装置の導入を行った。外航客船への冷暖房装置設置は世界最初のものである。また、68室のうち59室には浴室も付けられていた。船内にはエレベーターが通じ、下層甲板にある二等および三等旅客設備もプロムナードが配されるなど決してグレードは低くなく、2万トンを切るクラスの貨客船としては最上のものと評された。装飾パネルには代用のアルマイト腐蝕板が活用され、例えば「新田丸」には新田神社やオナガドリをあしらったパネルで、「八幡丸」には世界各地の名産品を世界地図のように配置した浮彫のパネルで装飾されていた。
これら設備の導入に際しては、三菱長崎造船所内に船室の実物大模型を立てて諸設備一切を実際の船室同様に取り付け、専門家の目通しを受けた上で最終決定がなされた。旅客設備以外でも、プロペラや航海用具、貨物設備などもすべて日本産でまとめられ、「我国造船科学の粋を集めた」。それに加え、「世界で優良斬新だと目された」機器なども片っ端から装備された。もっとも、新田丸級貨客船のグレードは、間を置かずして陳腐化するはずであった。サンフランシスコ航路用として建造が予定されていた橿原丸級貨客船の二等旅客設備のグレードが、新田丸級貨客船の一等旅客設備のグレードと同等に設定されたからである。しかし、橿原丸級貨客船は商船としては竣工せず空母（飛鷹型航空母艦）となり、新田丸級貨客船の「格落ち」は免れた。
新田丸級貨客船の旅客定員は一等から三等合わせて283名と少なかったが、欧州航路は寄港地が多く、中華民国やインドシナ半島などイギリス、フランスの植民地との間を往来する旅客が多かったこともあって就航船の定員は元から少なめで、「日本船に乗る客の大部分は、日本からの客とすれば、定員を少なくしたのは頷ける」というのが野間の説明である。

### 機関・発電機
新田丸級貨客船の機関はディーゼル機関ではなく、三菱ツェリー式2気筒2段減速装置付きタービン機関となった。建造の時点で有事の際の空母への改装を予定していたためであるが、大型外航客船への蒸気タービン機関搭載はカナダ太平洋汽船の「エンプレス・オブ・ジャパン」（26,032トン）の例がある。また、2万馬力以上の出力を出すにはタービン機関、というのが当時の常識で、機関室スペースの減少に伴う客室配置設計の容易さというメリットもあった。タービン機関といっても、例えばボイラー一つをとってみても技術革新の結果で、従前のものより65パーセントの重量軽減が図られている。それにともない、燃料消費量、騒音および煤煙も減少した。三菱ツェリー式タービン機関は、のちの空母改装時にもそのまま搭載されたが、最大速力22ノットが足かせとなって運用法が限定されることとなった。
付属機械はおおむね電化され、発電機は直流、交流の双方が搭載されたが、これも商船としては最初の試みであった。その発電量は、フル稼働すれば人口7万から8万の都市、あるいは当時の水戸市の電力需要を十分にまかなえるほどのものであった。

## 就役
新田丸級貨客船は、「贅沢は敵だ」のスローガンがまかり通る世の中に贅沢の限りを尽くして建造されたが、当時日本郵船の嘱託を務めていた内田百閒はPR誌の中で、新田丸級貨客船の建造の意義について「外国人を乗せて外貨を稼ぐのだ」と述べている。ところが、1939年（昭和14年）9月の第二次世界大戦勃発に加え、昭和14年11月21日の「照国丸」の触雷沈没を受けて欧州航路に優秀船を張り付けることが危険となり、新田丸級貨客船の就航で追い出されるはずの旧型船が欧州航路に残って、当の新田丸級貨客船はサンフランシスコ航路やシアトル航路に回ることとなった。

### 新田丸
第一船「新田丸」は昭和15年3月23日に竣工し、東京港芝浦埠頭に回航されて皇族の方々、高松宮宣仁親王、三笠宮崇仁親王、賀陽宮恒憲王、久邇宮朝融王および梨本宮守正王の台覧を仰ぎ、次いで横浜港に回航して久米正雄や大仏次郎ら名士を乗せ、披露航海を行った。5月1日に上海を振り出しに処女航海を行い、以後昭和16年8月5日に横浜港に帰着するまで七度の商業航海を行った。昭和16年9月12日付で日本海軍に徴傭され、一般徴傭船となる。「八幡丸」および「春日丸」とは違って直ちに空母に改装されなかったが、これに関しては「当時進められていた日米交渉の妥結のため、近衛文麿首相、フランクリン・ルーズベルト大統領の日米両首脳が「新田丸」に乗船して会談を行うために温存された」という噂が流れた。
11月に空挺部隊を高雄まで輸送したのち、12月8日の太平洋戦争開戦を挟んでウェーク島の戦いの末に占領したウェーク島へ向けて上海海軍特別陸戦隊を輸送し、帰途には戦いで発生した約1,200名の捕虜の輸送任務に就く。ところが、一人の捕虜が警備兵の銃を奪おうとする企てが何度も起こり、事の次第を軍令部に報告したところ、「規律に則って処分せよ」と命令が出たため、九州近海にさしかかった際に5名の捕虜が殺害され、水葬に付された。警備兵は呉海兵団から編成されており、斎藤利夫海軍大尉が指揮していたが、呉鎮守府司令長官豊田副武大将から昭和16年12月26日付で斎藤に対し、「必要アルトキハ武力ヲ行使スルコトヲ得」と、武力行使に関しては斎藤にある程度の権限を与え、新田丸が不測の事態に陥った際には、斎藤が船長に代わって「新田丸」の指揮を執ることとする命令が出された。このため、戦争終結後に斎藤を戦犯として追及しようとしたが、動きを察知した斎藤は1953年（昭和28年）まで逃亡を続けた。「新田丸」関係者も高級幹部が亡くなっていたので機関長と船医が聴取された。
その後、1942年（昭和17年）5月1日付でいったん解傭されて空母への改装工事が始まり、8月1日付で海軍省に買収され、8月20日付で「冲鷹」と命名され空母に編入された。空母としての改装工事が終わったのは11月25日である。

### 八幡丸・春日丸
第二船「八幡丸」は「新田丸」から4か月遅れて竣工。シアトル航路で一航海行ったあとサンフランシスコ航路に就航し、昭和16年6月には日本を訪問する汪兆銘南京国民政府主席が上海から乗船した。昭和16年6月15日から空母への改装工事に入り、11月21日付で日本海軍に徴傭され、11月25日に特設航空母艦として入籍。昭和17年5月31日に工事完了ののち、「新田丸」、「春日丸」同様に8月1日付で海軍省に買収され、8月31日付で「雲鷹」と命名され空母に編入された。
第三船「春日丸」は昭和15年9月19日に進水後、11月から空母への改装工事に入り、昭和16年1月の時点では「工程が相当進捗している」と判断された。昭和16年5月1日付で日本海軍に徴傭され、9月5日に工事が完了して特設航空母艦として入籍する。開戦後は訓練への協力や航空機輸送任務に任じた。「新田丸」、「八幡丸」同様に昭和17年8月1日付で海軍省に買収され、8月31日付で「大鷹」と命名され空母に編入された。野間によれば、商船として竣工していれば南米西岸航路に就航していたという。

## 要目一覧
| 船名   | 総トン数/ (載貨重量トン数) | 全長/垂線間長 | 型幅    | 型深    | 主機/馬力（最大）                                     | 最大速力    | 旅客定員                          | 備考・出典                         |
| ------ | -------------------------- | ------------- | ------- | ------- | ----------------------------------------------------- | ----------- | --------------------------------- | ---------------------------------- |
| 新田丸 | 17,149 トン （9,935トン）  | 170.33 m Lpp  | 22.50 m | 12.40 m | 三菱ツェリー型 タービン機関2基2軸 28,359 馬力         | 22.5 ノット | 一等：127名 二等：86名 三等：70名 | [ 44 ]                             |
| 八幡丸 | 17,127 トン （9,877トン）  | 170.33 m Lpp  | 22.50 m | 12.40 m | 三菱ツェリー型 タービン機関2基2軸 27,792 馬力         | 22.1 ノット | 一等：127名 二等：88名 三等：70名 | [ 45 ]                             |
| 春日丸 | 17,127 トン （9,877トン）  | 170.33 m Lpp  | 22.50 m | 12.40 m | 三菱ツェリー型 タービン機関2基2軸 21,000 馬力（計画） | （不明）    | 一等：127名 二等：88名 三等：70名 | （貨客船として竣工した場合の要目） |